# 안아줘 HOLD ON ME!
안아줘 HOLD ON ME!(抱いてHOLD ON ME! 다이테 홀드 온 미![*])는 1998년 9월 9일에 발매된 모닝구무스메의 세 번째 싱글이다.

## 개요
- 모닝구무스메 사상 첫 오리콘 싱글 차트 1위곡이며, 오리콘 노래방 차트에서는 8주 연속 1위를 기록하였다.

- 이벤트 영화 《모닝구 형사. 안아줘HOLD ON ME!》의 엔딩 테마(실제로는 '안아줘 HOLD ON ME! (모닝구 형사 Version)'이며, 미니 앨범 모닝구 형사 다이테 HOLD ON ME!에 Sexy Long Version이 수록되었다.

- 《NHK 홍백가합전》 첫 출장곡이기도 하다.

- 다른 버전의 음원을 추가한 12cm반이 2004년 12월 15일에 발매된 모닝구무스메 EARLY SINGLE BOX에 수록되었으며, 2005년 3월 2일에는 이 작품이 싱글로 발매되었다.

## 수록곡

### 8cm반
1. 抱いてHOLD ON ME!
작사, 작곡 : 층쿠 / 편곡 : 마에지마 야스아키
2. 例えば
작사, 작곡 : 층쿠 / 편곡 : 스도 고&LH Project
3. 抱いてHOLD ON ME! (Instrumental)

### 12cm반
1. 抱いてHOLD ON ME!
2. 例えば
3. 抱いてHOLD ON ME! (Instrumental)
4. 抱いてHOLD ON ME! (モーニング刑事 Version) / 모닝구무스메 형사 Version

## 참여뮤지션
※괄호는 트랙 번호
- GEMI TAYLOR - 기타 (1, 4)
- 마에시마 야스아키 - 키보드, 프로그래밍 (1, 4)
- 층쿠 - 코러스 (1, 4)
- 쓰네미 가즈히데 - 머니퓰레이터 (4)

## 차트
- 주간최고순위 1위 (오리콘 차트)